# Partie polityczne w Nikaragui
Od połowy lat 1980. w Nikaragui panuje pluralizm polityczny. Największe nikaraguańskie partie to:
- Sandinistowski Front Wyzwolenia Narodowego (FSLN) – partia powołana w 1961 na początku jako partyzantka, w opozycji do rodziny Somozów. W 1979 wygrała wojnę partyzancką i objęła rządy, stracili je na początku lat 1990., a odzyskali w wyborach w 2006.
- Alianca Liberal Nicaraguense (ALN)
- Partido Liberal Contstitucionalista (PLC)
- Movimiento Renovador Sandinista (MRS)
- Alternativa por el Cambio (AC)

| Wybory do Zgromadzenia Narodowego, Niedziela 5 listopada 2006 |         |       |                  |
| Partie                                                        | Głosy   | %     | Uzyskane mandaty |
| FSLN Frente Sandinista de Liberación Nacional                 | 840,851 | 37,59 | 38               |
| PLC Partido Liberal Contstitucionalista                       | 597,709 | 26,72 | 25               |
| ALN Alianca Liberal Nicaraguense                              | 592,118 | 26.47 | 23               |
| MRS Movimiento Renovador Sandinista                           | 194,416 | 8.69  | 5                |
| AC Alternativa por el Cambio                                  | 12,053  | 0.54  | –                |